# Donacia brevitarsis
Donacia brevitarsis — вид листоїдів з підродини Donaciinae. Поширений від Франції до Росії, в північній Італії та Центральній Європі.